# RAEC Mons
R.A.E.C Mons (Royal Albert-Elizabeth Club de Mons) foi um cube Belga de futebol, com sede em Mons, na Bélgica. A equipe foi promovida para o Belga Jupiler League no final da temporada 2010-11 re-ingressando no Top Belgian League, após dois anos na 2ª Divisão Belga. O time foi rebaixado no final da temporada 2013-2014, terminando em último na liga. Falantes de holandês tendem a se referir a equipe como "Bergen", o nome em holandês de Mons. O clube declarou falência em 16 de fevereiro de 2015.

## Títulos
- Campeonato Belga (segunda divisão):
  - 1 (2005-06)

- Campeonato Belga (segunda divisão - play-off)
  - 1 (2002)

- Terceira Divisão A da Bélgica:
  - 1 (1984-1985)

## Uniformes

### Uniformes atuais
- 1º - Camisa vermelha, calção e meias vermelhas;
- 2º - Camisa azul, calção e meias azuis.

| Primeiro Uniforme | Segundo Uniforme |  |

## Jogadores ilustres
- Cedric Berthelin (2003–07)
- Liviu Ciobotariu (2002)
- Andy Dixon (1995)
- Keith Kelly (2003)
- Garret Kusch (1997)
- Hany Saïd (2006)
- Alessandro Pistone (2007–08)